# Peter Norton Computing
Peter Norton Computing — американская компания по производству программного обеспечения, основанная Питером Нортоном, известна, прежде всего, программами Norton Commander, Norton Antivirus, Norton Utilities. Основана в 1982 году, в 1990 году поглощена корпорацией Symantec, которая продолжила использовать имя Нортона как торговую марку для своих программных продуктов.

## Symantec
В 1990 году компания была приобретена Symantec. Сделка стоимостью 70 млн $ была анонсирована 4 сентября 1990 года. После слияния компания стала подразделением Symantec под наименованием Peter Norton Computing Group. Поглощение помогло продукции, связанной с именем Нортона, восстановить долю доходов на рынке программного обеспечения, которая была утеряна из-за обострения конкуренции в конце 1980-х годов, особенно со стороны Central Point Software. Доходы подразделения Peter Norton Computing Group увеличились в три раза за период с июня 1990 года и сентябре 1991 года, и к ноябрю было восстановлено лидерство на рынке[уточнить].

## Список продуктов
- Norton AntiVirus
- Norton Commander
- Norton Cleansweep
- Norton Desktop
- Norton SystemWorks
- Norton Redo
- Norton Uninstall
- Norton Uninstaller
- Norton Utilities